# Свінтицька Галина Костянтинівна
Свінтицька Галина Костянтинівна (12 травня 1932, Київ). Майстер спорту (1958). інструктор-методист 1-ї категорії. Лікар швидкої допомоги Харкова.
Альпінізмом займається з 1952 року, здійнивши перше сходження в Домбаї. 1955—1956 рр. — навчання на Київських курсах по підготовці інструкторів альпінізму. 1956—1989 рр. — інструктор альптаборів країни, від командира відділення новачків до тренера на спортивних зборах і лікаря КСП. Володар рідкісного звання «Почесний майстер спорту» (1963). В активі багато десятків здійснених сходжень. Серед яких траверс Ушби і Домбая. Корона і Башкара 6А к.с. Пік Щуровского і пік Леніна. Мрія і пік Правди.
Призер і чемпіон різних змагань з альпінізму — від чемпіонату Союзу до першості України. Брала участь у п'яти українських експедиціях і спортивних зборах в різних гірських р-нах країни. Має жетон «Рятувальний загін» (1971). В її активі безліч виходів в гори по сигналу лиха, в тому числі стіна Накри і спуск важко постраждалого з перевалу Ледешт, стіна Аманауза і Арг в Фанських горах.

## Ресурси Інтернету
- Легенда харківського альпінізму
- Ангел-хранитель альпіністів живе в Харкові